# Utkujärvi (sjö i Finland)
Utkujärvi är en sjö i Finland. Den ligger i kommunen Muonio i landskapet Lappland, i den norra delen av landet, 900 km norr om huvudstaden Helsingfors. Utkujärvi ligger 231,1 meter över havet. Den är 10,69 meter djup. Arean är 3,57 kvadratkilometer och strandlinjen är 15,56 kilometer lång. Sjön  ingår i Torne älvs huvudavrinningsområde. 